# Rhamphomyia amoena
Rhamphomyia amoena är en tvåvingeart som beskrevs av Friedrich Hermann Loew 1840. Rhamphomyia amoena ingår i släktet Rhamphomyia och familjen dansflugor. Arten har ej påträffats i Sverige. Inga underarter finns listade i Catalogue of Life.